# الأحياء الصينية في أمريكا اللاتينية
الحي الصيني في أمريكا اللاتينية ((بالإسبانية: barrios chinos)، والمفرد barrio chino / (بالبرتغالية: bairros chineses)، والمفرد bairro chinês) مع تزايد الهجرة الصينية في القرن التاسع عشر إلى أمريكا اللاتينية كعمال متعاقدين (أي، عاملين بعقود) في الصناعات الزراعية وصيد الأسماك. جاء معظمهم من مقاطعة غوانغدونغ. منذ سبعينيات القرن الماضي، وكان الوافدون الجدد ينحدرون من هونغ كونغ وماكاو وتايوان. يشمل السكان في الأحياء الصينية في أمريكا اللاتينية أحفاد المهاجرين الأصليين- غالبًا من أصول مختلطة من الصينيين واللاتينيين- والمهاجرين حديثًا من شرق آسيا. معظم الأمريكيين اللاتينيين الآسيويين هم من أصول كانتونية وهاكا. تختلف التقديرات على نطاق واسع حول عدد أحفاد الصينيين في أمريكا اللاتينية، لكنها لا تقل عن 1.4 مليون، ومن المحتمل أن تكون أكثر بكثير.
على عكس الحي الصيني في الأنجلو أمريكا وأوروبا، كان في السابق عدد الصينيين ذوي الدم النقي قليلً نسبيًا ولكنهم الآن يزدادون بسرعة بسبب انخفاض مستويات الهجرة الصينية إلى بعض الأجزاء من أمريكا اللاتينية. ويعد سكان الحي الصيني بأمريكا اللاتينية في الغالب متعددي اللغات. وتشمل الأحياء الصينية في أمريكا اللاتينية تلك الموجودة في مكسيكو سيتي وهافانا وبوينس آيرس وليما. تعد بعض هذه الأحياء الصينية بشكل أساسي مناطق جذب سياحي وليست مجتمعات عرقية حية حقيقية. الحي الصيني في هافانا، كوبا هو حي كوبي صيني متعدد الأجيال يتحدث الناس فيه الإسبانية بينما يتكون الحي الصيني في منطقة بلغرانو في بوينس آيرس، الأرجنتين من الجيل الأول من المهاجرين الذين يتحدثون هولو والماندرين من تايوان.
سياسيًا، تعترف العديد من دول أمريكا اللاتينية بحكومة جمهورية الصين في تايوان. جرى تقديم قوس صيني كهدية إلى Barrio Chino في بنما بعد أن زار الرئيس التايواني Lee Teng-hui بنما. بعد الزيارة الرسمية الرئيسية التي قامت بها الثورة الكوبية ويمثلها فيدل كاسترو إلى جمهورية الصين الشعبية في عام 1995، تم تقديم مواد لتستخدم للقوس الصيني الجديد في شارع دراغون في باريو تشينو في هافانا.

## الأرجنتين

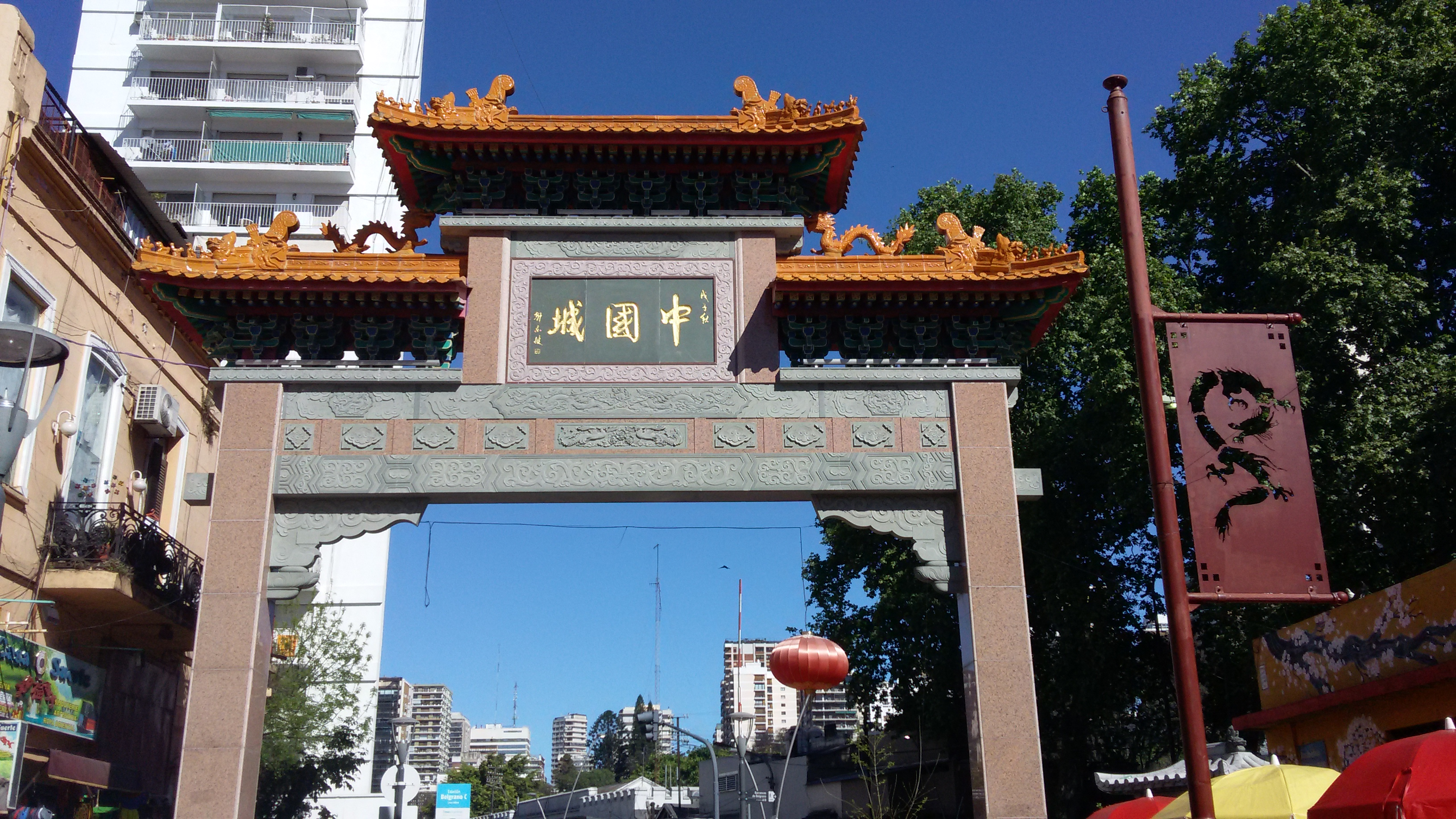
مدخل قوس الحي الصيني في شارع أريبينوس في بوينس آيرس

يقع الحي الصيني في شوارع Arribeños و Mendoza و Montañeses في حي Belgrano للطبقة المتوسطة، بوينس آيرس. استقرت أعداد كبيرة من المهاجرين التايوانيين والصينيين الجدد في المنطقة. يشمل الحي أيضًا العرق الصيني من أجزاء أخرى من الأمريكتين وشرق آسيا، والآسيويين من أصول غير صينية، ومعظمهم من اليابانيين والكوريين، والذين يرجع تاريخ المهاجرين الأوائل منها إلى الحرب العالمية الثانية والحرب الكورية.  .

## البرازيل
يعيش عدد كبير من الصينيين البرازيليين في منطقة Liberdade في ساو باولو. هناك 3 ملايين مهاجر صيني يعيشون في البرازيل، مليوني منهم في منطقة ساو باولو، ويمكن أيضًا العثور على عدد كبير من السكان في العاصمة برازيليا. استقر العديد من المهاجرين الصينيين في ساو باولو بعد نهاية الحرب الأهلية الصينية في عام 1949. على الرغم من أن معظم الصينيين في البرازيل ينحدرون من البر الرئيسي للصين، فإن العديد منهم ينحدرون أيضًا من التايوانية بينما ينحدر بعضهم من هونغ كونغ وماكاو

## كوبا

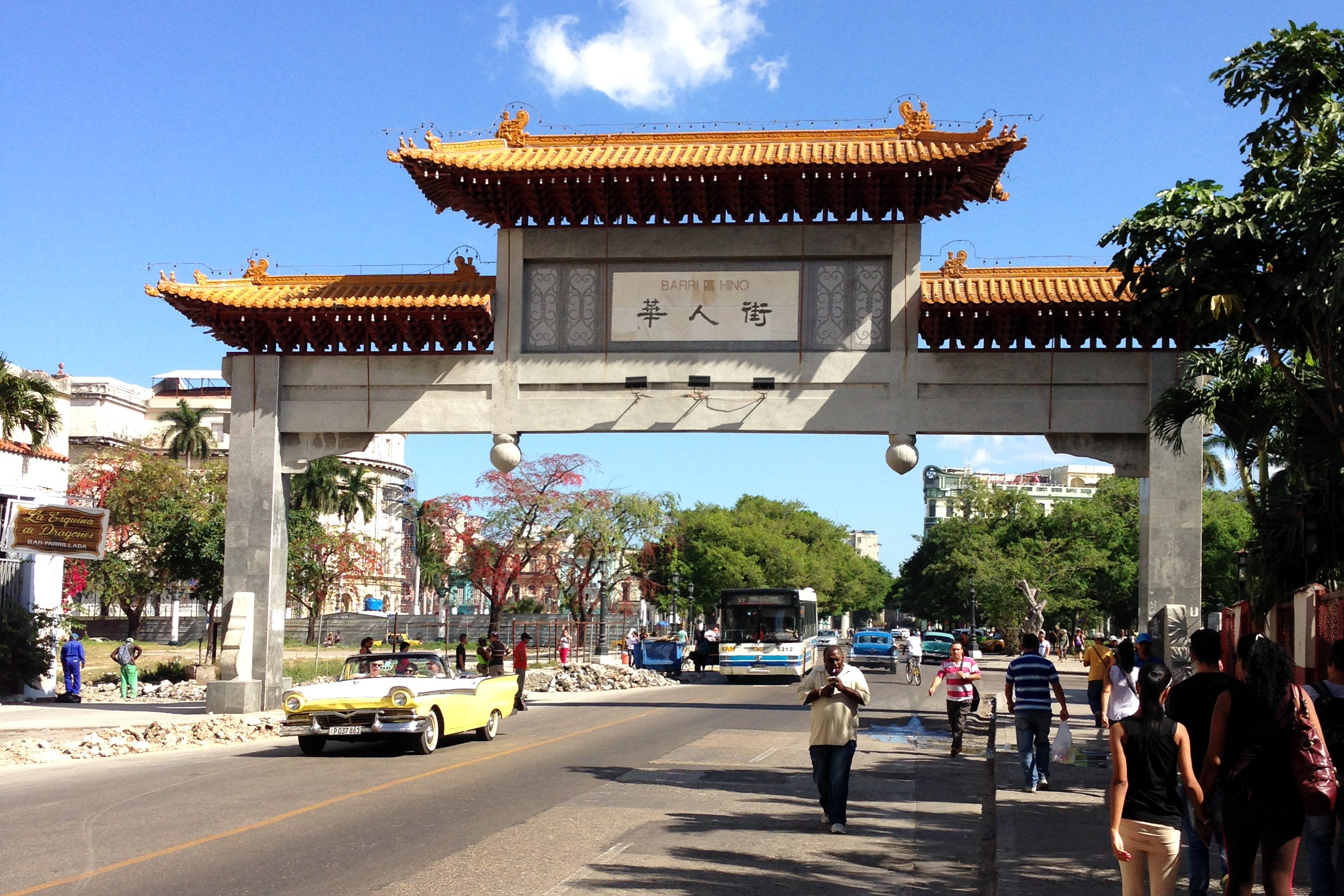
بوابة الحي الصيني في هافانا

بدأت الهجرة الصينية إلى كوبا في عام 1847 عندما جلب المستوطنون الإسبان عمالاً كانتونيين متعاقدين للعمل في حقول السكر. وجرى جلب مئات الآلاف من العمال الصينيين من الصين وهونج كونج وماكاو وتايوان خلال العقود التالية ليحلوا محل عمالة العبيد الأفارقة. بعد إتمام عقود مدتها 8 سنوات، استقر المهاجرون الصينيون بشكل عام بشكل دائم في كوبا، حيث تزاوج أحفادهم منذ ذلك الحين مع الكوبيين المحليين.
على عكس الأرجنتين ودول أمريكا اللاتينية الأخرى، كان عدد السكان الصينيين المغتربين في كوبا كبيرًا في السابق، لكن المجتمع الكوبي الصيني الذي بدأ بالتناقص يتجمع اليوم حول باريو تشينو - المسمى باريو تشينو دي لا هابانا - في شارع زانجا، في هافانا. بعد الثورة الكوبية عام 1959، فر العديد من رجال الأعمال الكوبيين الصينيين من البلاد إلى الولايات المتحدة. منذ الستينيات، لم تجتذب كوبا الكثير من المهاجرين الصينيين، إن وجدوا (تميل التطورات أو إعادة تطوير الحي الصيني إلى طلب الكثير من الاستثمارات الخاصة التي لا تكون الظروف السياسية في كوبا مواتية لها).
هناك صحيفة واحدة باللغة الصينية، Kwong Wah Po، موجودة في كوبا. كان الحي الصيني في هافانا سابقًا من بين أكبر الأحياء في أمريكا اللاتينية حيث كان الحي يتألف من 44 منزل خلال بدايته. نتيجة لترابط الاعتماد الاقتصادي للثورة على السياحة، تم إطلاق حملات مؤخرًا لجذب استثمارات تنشيطية للحي الصيني من الشركات التي تديرها الدولة في البر الرئيسي الصيني والمستثمرين الصينيين من القطاع الخاص في الخارج، وخاصة الكنديين الصينيين.

## تشيلي
قدم ما بين 1200 و 1500 عامل صيني في بيرو الدعم لتشيلي في حرب المحيط الهادئ (1879-1883) وبالتالي فقد ذهبوا إلى تشيلي في نهاية الحرب.
تقع معظم المحلات التجارية ومحلات السوبر ماركت والمطاعم الصينية في حي باريو باتروناتو في سانتياغو. ومع ذلك، يمكن أيضًا العثور على بعض الشركات الصينية في مراكز التسوق مثل Santiago Centro و Estación Central.

## كولومبيا
تضم مدينة كالي أكبر مجتمع آسيوي بسبب قربها من ساحل المحيط الهادئ. يمكن أيضًا العثور على السكان الصينيين في بارانكويلا وميديلين. يوجد حي صيني صغير في العاصمة بوغوتا، وخاصة في منطقة سان فيكتورينو. 

## جمهورية الدومنيكان
سجّل أول وجود صيني في جمهورية الدومينيكان في عام 1864 أثناء حرب استعادة الدومينيكان، مع إشارات إلى رجل يُدعى «بانشو إل تشينو» قاتل في الحرب. هناك أيضًا تقارير تفيد بأن رجل أعمال يدعى جريجوريو ريفا أحضر مجموعة من العمال الصينيين من كوبا لصنع الطوب والجير في منطقة سيباو. قامت هذه المجموعة من المهاجرين الصينيين في النهاية ببناء مستودعات في سامانا ويونا وموكا. بحلول عام 1870، بنى المهاجرون الصينيون مقبرة في موكا. بحلول عام 1878، زاد وجود الدومينيكان الصينيين في بويرتو بلاتا بفضل الجنرال سيغوندو إمبرت، الذي كان حاكم بويرتو بلاتا.
جاءت أعداد كبيرة من الصينيين خلال الاحتلال الأمريكي لجمهورية الدومينيكان في الفترة من 1916 إلى 1924، وذلك عندما جاء الصينيون العرقيون للمشاركة في التوسع الاقتصادي السريع الذي نتج عن الاحتلال. في عام 1937، كان هناك عدد متزايد من المهاجرين الصينيين الذين جاؤوا إلى جمهورية الدومينيكان بسبب الحرب الصينية اليابانية. في عام 1944 افتتح مكتب صيني رسمي في جمهورية الدومينيكان وفي عام 1945 جرى افتتاح فرع للحزب الوطني الصيني في البلاد. بحلول الخمسينيات من القرن الماضي، كان الدومينيكان الصينيون قد جعلوا لنفسهم مكانة في منطقة دوارتي في سانتو دومينغو وكانت معظم الشركات في هذا الجزء من المدينة مملوكة للصينيين. منذ أن انخفضت الهجرة الصينية خلال الستينيات والسبعينيات، أصبح نمو المجتمع محدودًا.
جرى وضع الفكرة الأساسية للحي الصيني في سانتو دومينغو في أوائل التسعينيات، ولكن الأمر استغرق بضع سنوات قبل أن تتحقق الفكرة. اقترب الحي الصيني خطوة واحدة من أن يصبح حقيقة واقعة عندما تم الاعتراف بمنظمة Flor Para Todos. المنطقة التي يقع فيها الحي الصيني يسكنها المهاجرون الصينيون منذ عقود.
في 8 كانون الأول (ديسمبر) 2004، من خلال اتفاق مع سلطات البلدية في سانتو دومينغو، مُنحت المؤسسة الضوء الأخضر لبدء البناء في المشروع. إلى جانب الاتفاقية مع بلدية المدينة جرى توقيع اتفاقيات مع وزارة السياحة للترويج للحي الصيني كمنطقة جذب سياحي، وجرى توقيع اتفاقيات مع وزارة الثقافة لتطوير الأنشطة الثقافية وتوقيع اتفاقية مع إدارة الشرطة من أجل زيادة حماية الشرطة في المنطقة، وجرى افتتاح الحي الصيني في سانتو دومينغو رسميًا باعتباره الحي الصيني في عام 2006.

## المكسيك

### التاريخ
جاء المهاجرون الصينيون الأوائل إلى المكسيك من الصين، وكان بعضهم من الصينيين المولودين في الفلبين، وقد جلبتهم تجارة الجاليون مانيلا-أكابولكو. ومع ذلك، جاء معظم المهاجرين الصينيين المعاصرين إلى المكسيك خلال القرن العشرين كعمال متعاقدين ولاجئين سياسيين. مع صعود الحركات المعادية للصين في المكسيك في الثلاثينيات من القرن الماضي في عهد الرئيس بلوتاركو إلياس كاليس، أُجبر معظم المكسيكيين الصينيين، بمن فيهم الأفراد من أصل صيني ومكسيكي مختلط، على مغادرة المكسيك وترحيلهم إلى الصين.

### مكسيكو سيتي
يقع باريو تشينو الصغير في مكسيكو سيتي في شارع دولوريس في منطقة كواوتيموك في وسط المدينة.

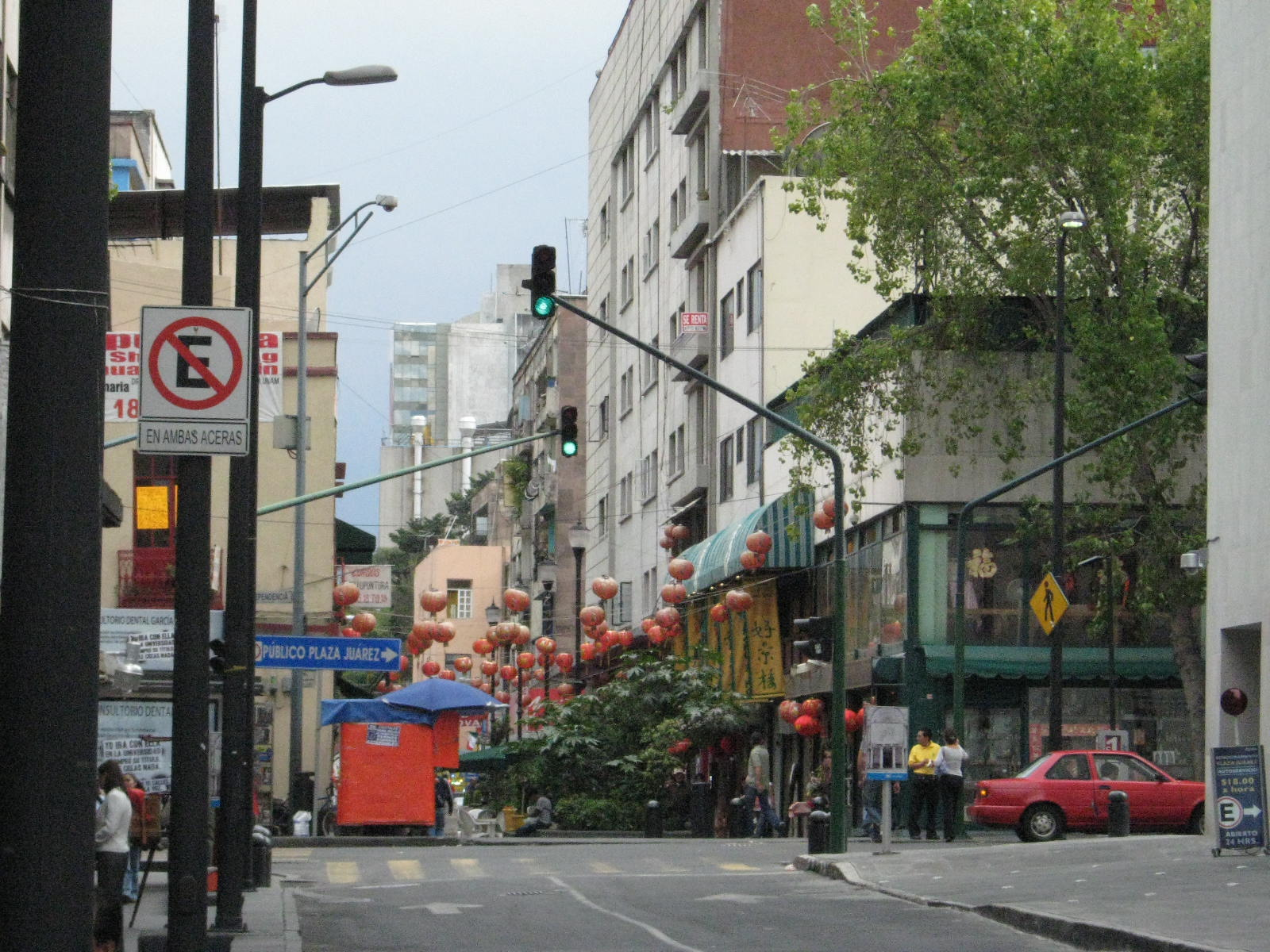
مدخل Barrio Chino في شارع Dolores .
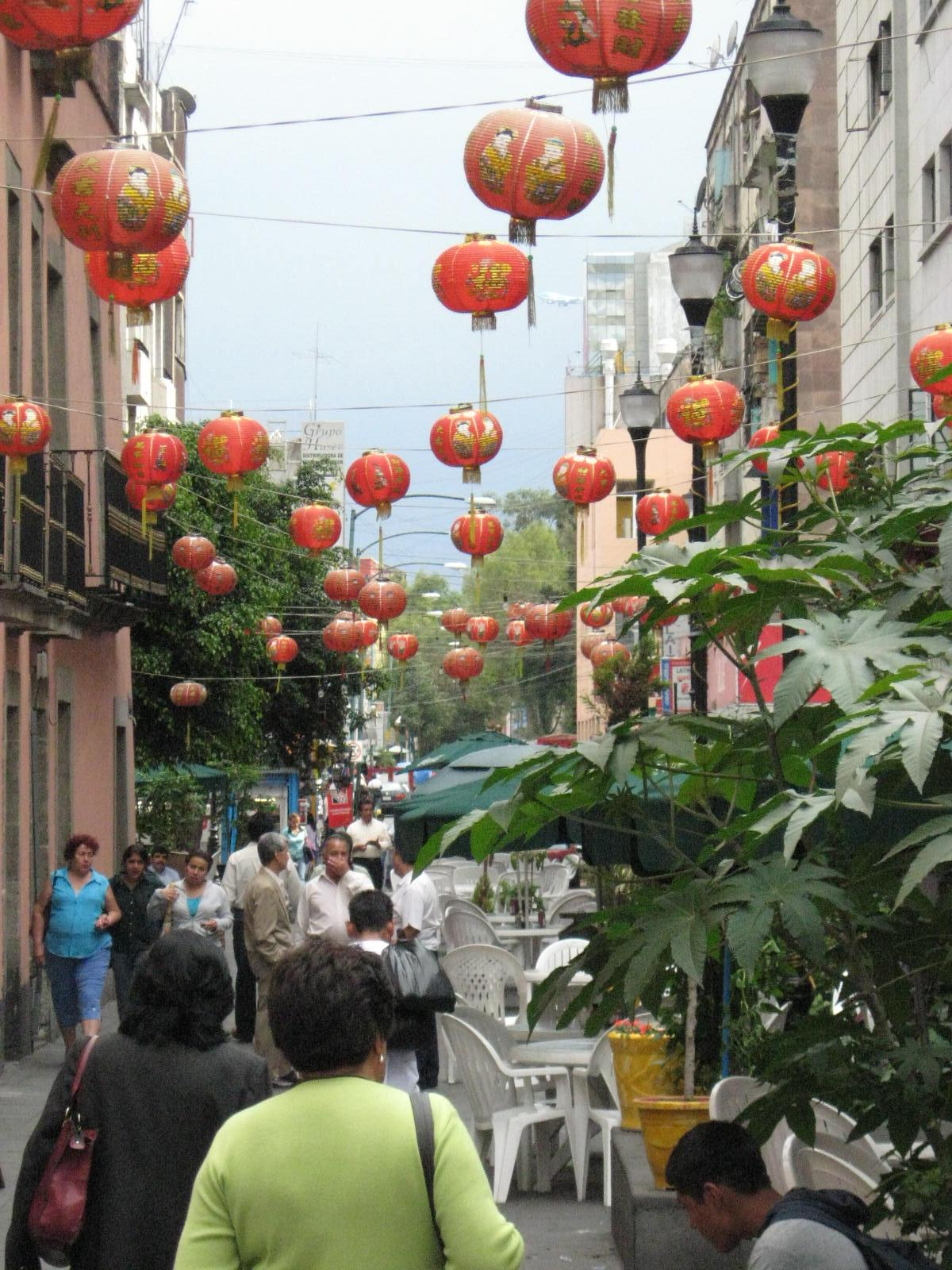
Barrio Chino في Dolores Street.
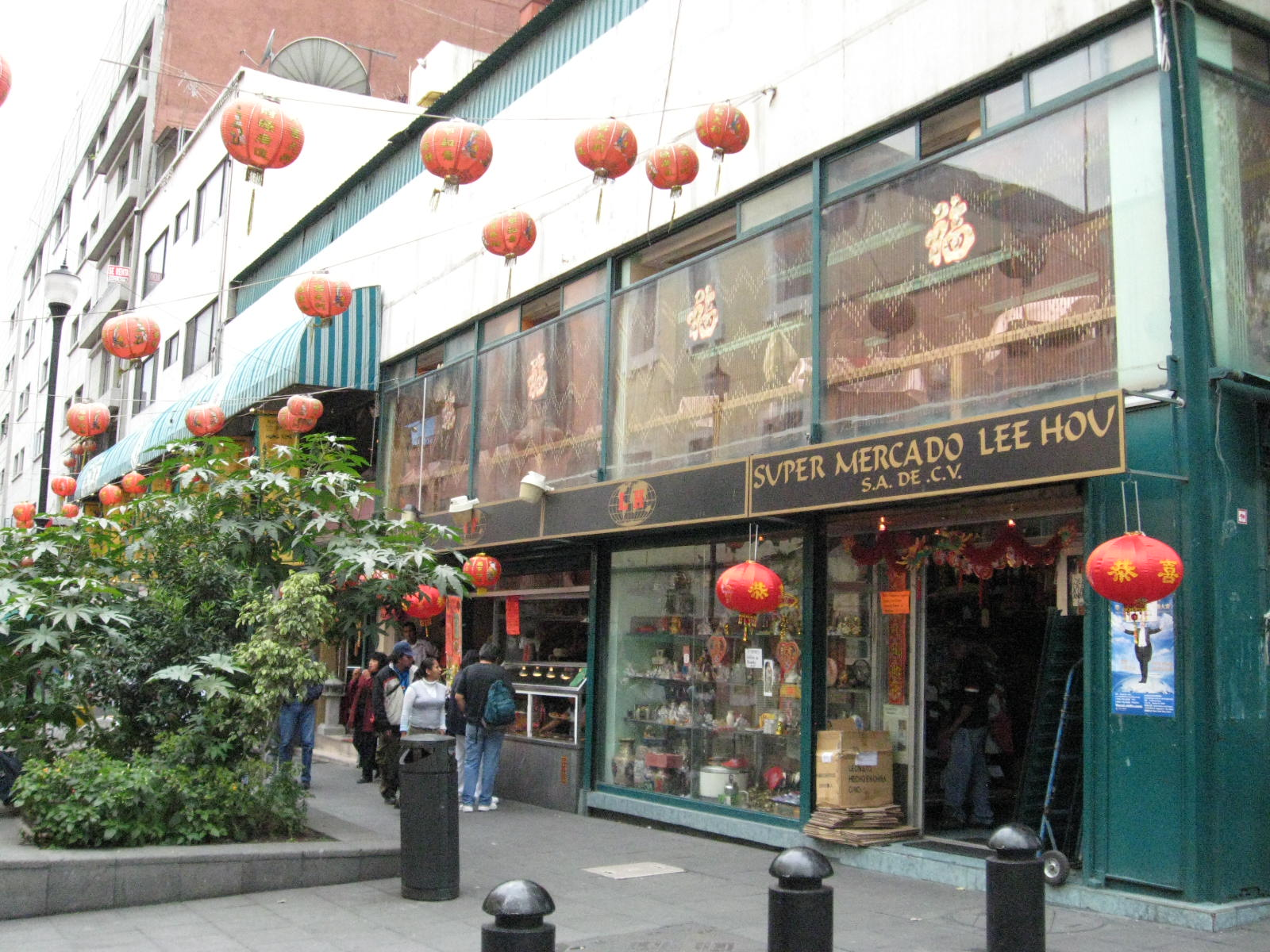
متجر طعام آسيوي في شارع Dolores .
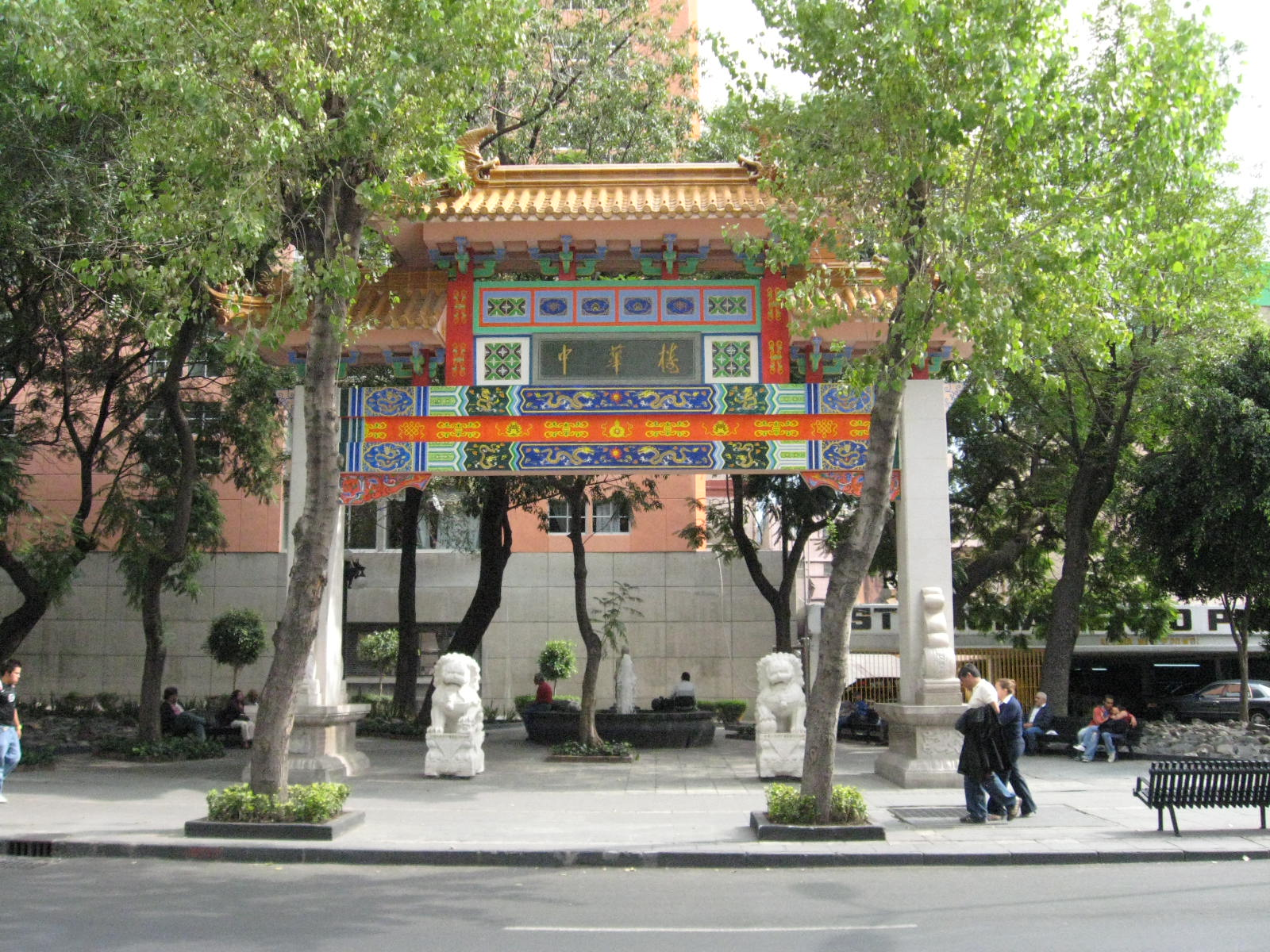
بناء لتكريم المجتمع الصيني في مكسيكو سيتي, بني في شارع 2008 في Articulo 123.
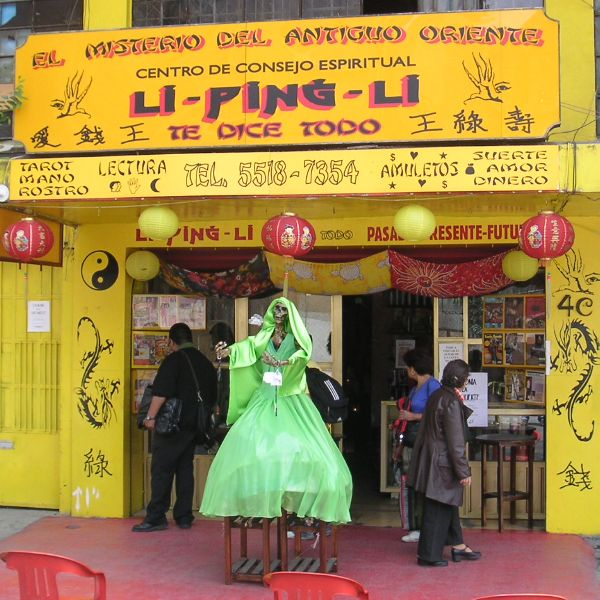
متجر في Barrio Chino, Mexico City

### مكسيكالي، موقع صيني تاريخي
مدينة مكسيكالي الحدودية، باجا كاليفورنيا، تحتوي على ثاني أكبر تجمع للمكسيكيين الصينيين في المكسيك. يقع الحي في شارع Avenida Madero Calle Azueta ويسمى (La Chinesca (The Chinesque one. ذهب بعض أوائل المستوطنين الصينيين الذين وصلوا إلى الولايات المتحدة جنوبًا إلى المكسيك هربًا من الاضطهاد المؤسسي ضد الصينيين في كاليفورنيا. جاء أكبر عدد من المهاجرين الصينيين الناطقين بالكانتونية في الغالب من منطقة غوانغتشو حوالي عام 1919. كان لدى مكسيكالي فرع محلي من الكومينتانغ. توجد الآن قنصلية لجمهورية الصين الشعبية في مكسيكالي بالإضافة إلى واحدة في تيخوانا المجاورة. أدت المشاكل الاقتصادية للمكسيك في الثمانينيات إلى هجرة العديد من الصينيين والمكسيكيين شمالًا إلى الولايات المتحدة. اليوم، يمتلك ويدير أفراد المجتمع الصيني المكسيكي متعدد الأجيال العديد من الشركات في جميع أنحاء المدينة. تم تسمية أحد أقدم المطاعم الصينية، مطعم 19، على اسم أحد ممرات الحي الصيني المكسيكي المبكر، Alley 19، الذي افتتح في 18 ديسمبر 1928، وأغلق في نهاية المطاف في شتاء عام 2001. كان أحد أقدم المطاعم الصينية في المكسيك. زار هذا المطعم من قبل العديد من المسؤولين والمشاهير الأمريكيين والمكسيكيين على مر السنين؛ أغلق نهاية المطاف بسبب انخفاض قيمة البيزو في الثمانينيات ومعبر الحدود الجديد الذي يأخذ السياح والسكان المحليين بعيدًا عن قلب مكسيكالي الأصلي. يوجد حاليًا أكثر من 80 مطعمًا صينيًا من المقاهي الصغيرة (Cafés de chinos) إلى 750 غرفة طعام ضخمة. في الوقت الحاضر، يعيش في المدينة حوالي 2000 مكسيكي صيني؛ ومع ذلك، هناك 100000 ساكن من أصل صيني.

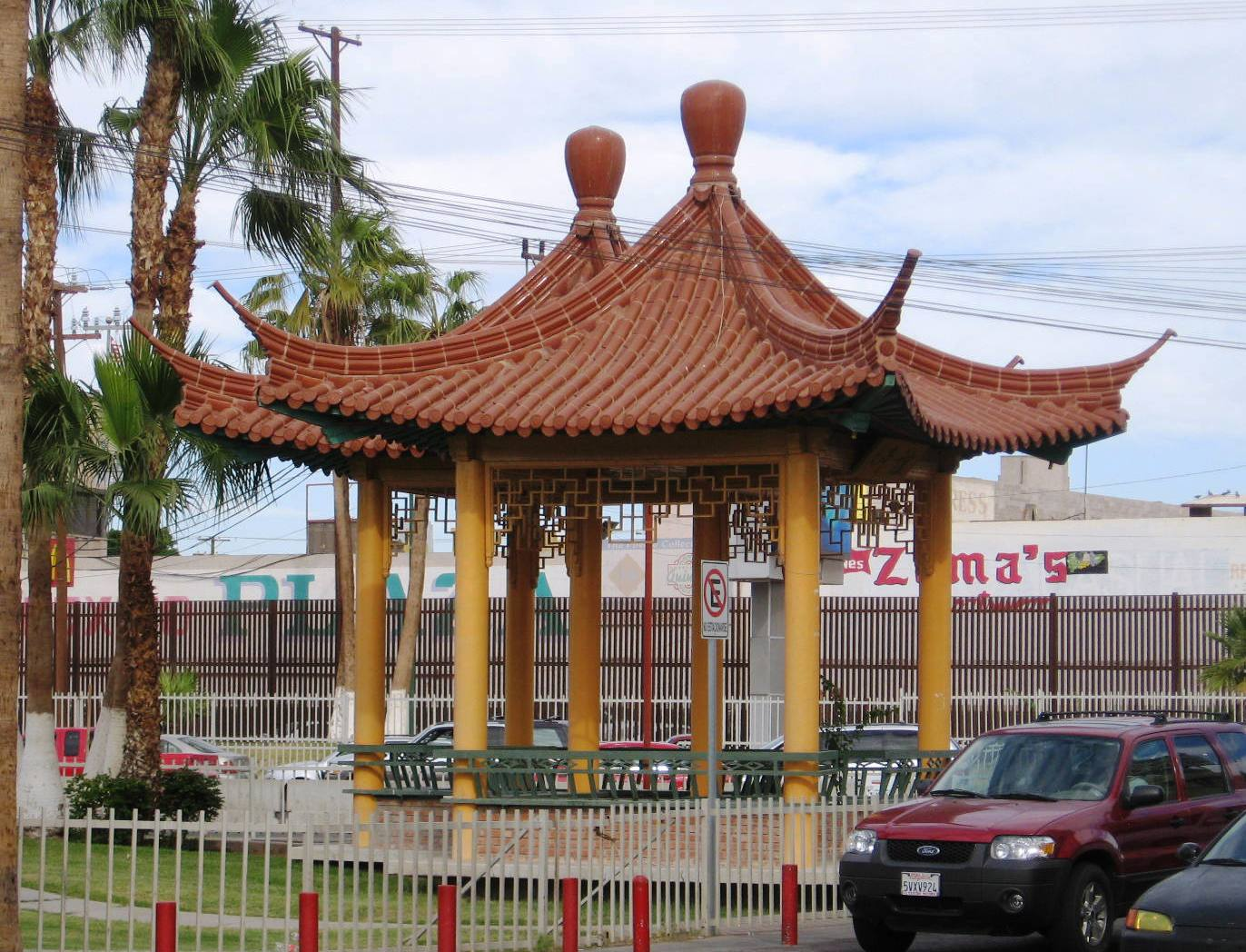
معابد بلازا دي لا أميستاد (ساحة الصداقة) ، تقع خارج المعبر الحدودي إلى الولايات المتحدة

### تيخوانا
تقع المقاطعة في مدينة تيخوانا المكسيكية في لا ميسا. هذه المقاطعة هو موطن لـ 15000 مهاجر من أصل صيني اعتبارًا من عام 2012، وهو رقم تضاعف ثلاث مرات من حوالي 5000 في عام 2009. المقاطعة هي ثاني أكبر مقاطعة بعد الموجودة في أمريكا. تلقى عمدة تيخوانا خورخي هانك رون دعاية سلبية من الصحف المحلية لدعمه للتأسيس الرسمي للحي الصيني حيث توجد مشاعر سلبية عامة من السكان المحليين الذين يعتبرون الصين منافسًا رئيسيًا للتجارة مع الولايات المتحدة. هناك العديد من الأحداث الرسمية التي تقام خلال فصل الصيف تعترف بالمنطقة في منطقة لا ميسا في تيخوانا. نشأ المجتمع الصيني في تيخوانا في أواخر القرن التاسع عشر وحتى أوائل القرن العشرين عندما فر المهاجرون الصينيون إلى الولايات المتحدة من كاليفورنيا خلال فترة تسمى «الخطر الأصفر». نظرًا لأن تيخوانا كانت مدينة حدودية، فقد كانت مدينة مناسبة لإنشاء الحي الصيني المكسيكي، حيث كان عدد المجتمع الصيني في ذلك الوقت يفوق عدد المكسيكيين بنسبة 2 إلى 1. على الرغم من أن الأرقام كانت أقل بكثير في تيخوانا، إلا أن الآلاف أتوا عبر تيخوانا في طريقهم إلى إنسينادا ومكسيكالي، وهي رحلة سيرًا على الأقدام عادةً لمسافة 120 ميلاً إلى الشرق. بحلول العشرينات من القرن الماضي، كان الصينيين الذين يبلغ عددهم حوالي 15000 يتخذون مركزًا في مكسيكالي لتجنب الحرب الأهلية المكسيكية. أبقت العنصرية على عدد السكان صغيراً لعقود عديدة حتى أوائل العقد الأول من القرن الحادي والعشرين عندما قدمت الخطوط الجوية المكسيكية لأول مرة رحلات مباشرة من تيخوانا إلى اليابان. في عام 2008، قدمت شركة الطيران رحلات مباشرة إلى شنغهاي، مما جعل تيخوانا المدينة المكسيكية الوحيدة التي تقدم مثل هذه الرحلات. يعود سبب ارتفاع عدد المهاجرين الصينيين إلى الرحلة المباشرة، حيث كان هناك 5000 مهاجر صيني في عام 2009 و 15000 بحلول عام 2012. في عام 2012، بدأ المجتمع الصيني في جعل المقاطعة مكانًا معروفًا في عام 2012، بينما احتفظ المجتمع إلى حد كبير بنفسه في السنوات السابقة. الحي الصيني هو واحد من عدد قليل من الأحياء الصينية الحديثة التي لم يتم إنشاؤها من خلال المشاريع التجارية.

## بنما
يقع الحي الصيني الرئيسي في بنما في مدينة بنما ويسمى باريو تشينو، ويقع في حي سان فيليبي في مدينة بنما. وهي تتألف من أربع بوابات، تبدأ من شارع Carlos A. Mendoza، وتغطي شارع Veraguas وجزء من Eloy Alfaro و B Avenue. تقع معظم المحلات التجارية الصينية التقليدية في شارع Carlos A. Mendoza، حيث يمكنك العثور على جميع أنواع المحلات التجارية، والتي تتراوح بين الطعام، والمواد للحفلات والمناسبات، والطعام الصيني التقليدي.

## البيرو

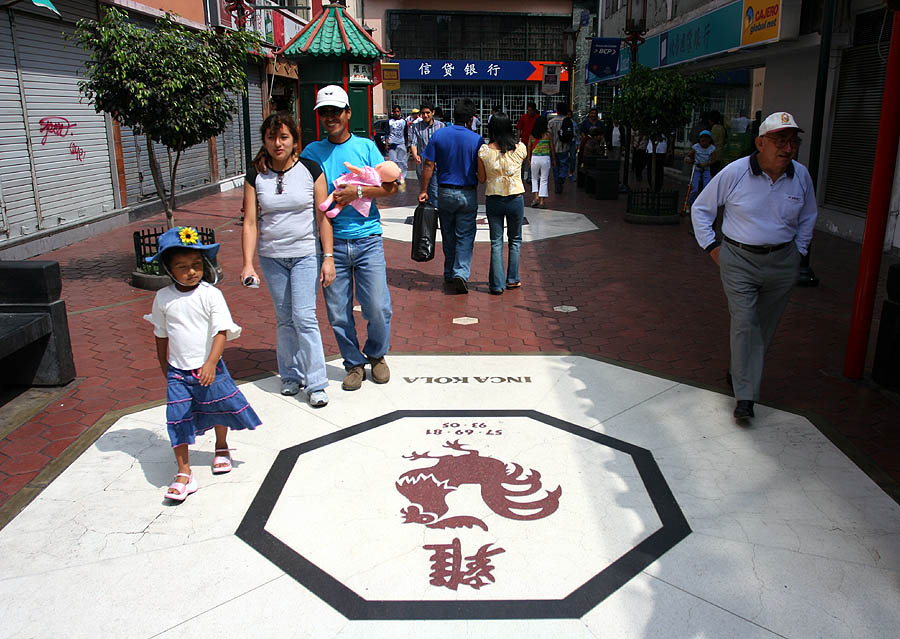
الحي الصيني في ليما

يقع الحي الصيني الرئيسي في بيرو في ليما ويسمى Barrio Chino، ويقع في شارع Calle Capón (بناء رقم 7 من شارع Ucayali)؛ وتعد واحدة من أقدم أحياء الصين في نصف الكرة الغربي، وتحتوي على العديد من السمات المعمارية الصينية البارزة.
تشمل المدن البيروفية الأخرى ذات السكان الصينيين البارزين Chimbote وTrujillo وChiclayo،  جميعها تقع على الساحل الشمالي، حيث تم جلب المهاجرين الصينيين للعمل في مزارع قصب السكر. قد تكون الهجرة الصينية التاريخية إلى منطقة الأمازون في بيرو موثقة في قرية صغيرة تسمى «تشينو» على بعد عدة أميال خارج إكيتوس.

## فنزويلا
فنزويلا هي أيضًا موطن لواحد من أكبر تجمعات العرق الصيني في أمريكا اللاتينية. تستضيف مدينة فالنسيا، موطن الجالية الصينية الرئيسية في كارابوبو، أسواقًا مختلفة مخصصة للثقافة الصينية حيث يمكن العثور فيها على البط المدخن في الفخار الأصيل. كما يتم تحرير صحيفة محلية باللغة الصينية. يمكن أيضًا العثور على باريو تشينو في Avenida Principal El Bosque في منطقة El Bosque في كاراكاس.
يجري التحدث باللغة الكانتونية على نطاق واسع بين الفنزويليين الصينيين، وخاصة التنوع المعروف باسم Hoisan أو Toisan، ومع الهجرة التايوانية الحديثة، فقد أضيف إلى التنوع اللغوي والثقافي. استقر الصينيون من أماكن أخرى من العالم أيضًا في فنزويلا، وخاصة من الفلبين، حيث تعرضوا للاضطهاد في السبعينيات في عهد فرديناند ماركوس، وكوبا، حيث استولت ثورة فيدل كاسترو الشيوعية على أعمالهم.

## روابط خارجية
- صور فوتوغرافية للحي الصيني في هافانا
- معلومات عن الحي الصيني في جمهورية الدومينيكان
- مزيد من المعلومات حول الحي الصيني في جمهورية الدومينيكان
- مزيد من المعلومات حول الحي الصيني في جمهورية الدومينيكان
- معلومات عن تشينيسكا مكسيكالي
- مزيد من المعلومات وصورة ChinaTown في بنما